# Східний Ренфрюшир
Схі́дний Ре́нфрюшир (англ. East Renfrewshire) — область в складі Шотландії. Розташована в центрі країни. Адміністративний центр — Гіффнок.

## Найбільші міста
Міста з населенням понад 5 тисяч осіб:
| № | Місто        | Населення, осіб (2006) |
| - | ------------ | ---------------------- |
| 1 | Ньютон-Мірнс | 23 460                 |
| 2 | Кларкстон    | 18 900                 |
| 3 | Баррхед      | 17 170                 |
| 4 | Гіффнок      | 16 260                 |
| 5 | Нейлстон     | 5 410                  |